# Transkriptionsfaktor IIE
Transkriptionsfaktor IIE (TFIIE) ist ein Proteinkomplex im Zellkern von Zweiseitentieren (Bilateria), der Teil des Präinitiationskomplexes für die Transkription aller Gene ist. Insbesondere vermittelt TFIIE die Bindung von TFIIH an den Polymerase-TFIIF-TFIID-TFIIA-TFIIB-Promotor-Komplex. TFIIE und TFIIH sind wichtig, damit der vom Komplex gebundene Promotor (Teil der DNA) entbunden werden kann, nachdem die erste Phosphodiesterbindung der mRNA geschlossen wurde.
TFIIE ist ein Tetramer aus zwei Untereinheiten (α, β) mit 439 und 291 Aminosäuren. TFIIE-β ist bereits in einfachen vielzelligen Tieren und Pilzen zu finden und enthält eine DNA-Bindedomäne, während TFIIE-α ein Zinkfinger-Motiv aufweist. TFIIE-α interagiert weiterhin mit TAF6 und TFIIE-β mit FACT.